# A-7 Corsair II
A-7 Corsair II (укр. «Ко́рсер») — американський штурмовик, розроблений компанією Лінг-Темко-Вот в середині 1960-х років на базі винищувача F-8 «Крусейдер». Перебував на озброєнні ВМС і ВПС США, активно застосовувався під час В'єтнамської війни, а також ще в декількох збройних конфліктах. У США знятий з озброєння у 1990-ті роки, проте декілька країн продовжували експлуатувати A-7 і пізніше.